# Don Finlay
Donald Osborne "Don" Finlay, född 27 maj 1909 i Christchurch i Dorset, död 18 april 1970 i Great Missenden i Buckinghamshire, var en brittisk friidrottare och flygvapenofficer.
Finlay blev olympisk silvermedaljör på 110 meter häck vid sommarspelen 1936 i Berlin.
D.O. Finlay var också en Supermarine Spitfire-jaktplanflygare, som deltog i andra världskriget emot Naziska Tyskland. Don Finlay hade några merit såsom, lika Distinguished Flying Cross. Finlay var nästan en flygaräss, med fyra säkert och flera delade segrar.